# Chorinaeus aequalis
Chorinaeus aequalis là một loài tò vò trong họ Ichneumonidae.